# Mai 1952

## Évènements
- Purge au sein du Parti communiste roumain. Ana Pauker est éliminée du Bureau politique. Vasile Luca est emprisonné, jugé en 1955, condamné à mort et sa peine commuée en vingt ans de prison. Gheorghe Gheorghiu-Dej dirige le gouvernement roumain (fin en 1965).

- 2 mai : entrée en service commercial sur BOAC du quadriréacteur long courrier Comet 1 entre Londres et Johannesburg.

- 3 mai : un C-47 équipé de skis effectue le premier atterrissage réussi au Pôle Nord. Équipage : les Américains Fletcher et Benedict.

- 4 mai : un avion américain C-47 équipé de skis se pose au pôle Sud.

- 5 mai : premier vol du 2e prototype du Hawker Hunter WB195 par Neville Duke.

- 9 mai : le Leduc 016 effectue un nouveau vol : le train d’atterrissage cède une nouvelle fois au moment de la prise de sol.

- 10 mai :
- Herman Geiger pose son Piper Cub de l'aéro-club de Sion sur le glacier de la Kander grâce à sa théorie de l'atterrissage sur plan incliné. 
  - Le Français A. Rebillon, sur Minicab GY-20 (sous-classe C1a), au poids de 499,5 kg, établit divers records[1].

- 13 mai : ouverture de la première session du Rajya Sabha (en hindî राज्य सभा) —  le Conseil des États — qui est la Chambre haute du Parlement indien.

- 15 mai : le C-202 Halcón, développé et construit par CASA, réalise son premier vol.

- 16 mai : deux missiles Terrier sont tirés séparément contre des drones cibles F6F-5K qui détruisent chacun leur cible.

- 18 mai : Grand Prix automobile de Suisse.

- 22 mai : deux singes et deux souris, passagers d’une fusée Aerobee, reviennent au sol sans dommage apparent, après une ascension à une altitude de 61 km.

- 26 mai : 
  - Convention de Bonn[2]. Accords germano-alliés entre la France, l'Allemagne, les États-Unis et le Royaume-Uni mettant fin au statut d'occupation de la République fédérale d'Allemagne (RFA), qui retrouve sa souveraineté extérieure.
  - Lancement de l'emprunt Pinay (1952-1958), avec une garantie sur le cours de l'or et dispensé des droits de succession et de donation.
    - Pinay lance un emprunt indexé sur l’or assortit d’une amnistie fiscale qui fait rentrer les capitaux placés à l’étranger. La guerre de Corée fait baisser les prix mondiaux des matières premières. Fin provisoire de l’inflation. Les prix baissent pour la première fois depuis 1935.

- 26 mai - 29 mai : le concept du pont oblique sur porte-avions est démontré lors d'essais menés à bord de l'USS Midway par des pilotes du Naval Air Test Center et des pilotes de l’Atlantic Fleet, utilisant à la fois des appareils à réaction et à moteur à hélice.

- 27 mai : 
  - signature du traité de Paris instituant la Communauté européenne de défense (CED), par les six pays de la Communauté européenne du charbon et de l'acier (CECA). La création d’une armée européenne intégrée, sous commandement supranational, rend possible le réarmement de la RFA sans reconstitution d’une armée autonome.
  - Premier vol du Fairchild C-119H.

- 28 mai : manifestation communiste à Paris à l’occasion de l’arrivée en France du nouveau commandant en chef des forces de l’OTAN en Europe, le général Ridgway. Sept cent dix-huit personnes sont arrêtées dont le dirigeant du parti communiste Jacques Duclos: c'est affaire du complot des pigeons de Jacques Duclos, libéré cinq semaines plus tard lé 1er juillet).

- 29 mai : toute une formation de F-84E Thunderjet de l'USAF est ravitaillée en vol par des KB-29 après avoir assuré une mission de bombardement sur la Corée à partir du Japon.

- 30 mai : 
  - 500 miles d'Indianapolis.
  - L’Anglais T.W. Hayhow, sur Auster Aiglet Trainer (sous-classe C1b), établit des records entre Londres et Copenhague
  - Premier vol du Fouga CM 8R 83 Midget.

## Naissances
- 1er mai : Richard Baquié, sculpteur français († 17 janvier 1996).
- 6 mai : Chiaki Mukai, spationaute japonaise.
- Christian Clavier, acteur, scénariste et producteur français.
- 8 mai : Charles Camarda, astronaute américain.
- 9 mai : Dick Annegarn, chanteur néerlandais francophone.
- 11 mai : Renaud, chanteur français.
- 12 mai : Yves Marchesseau, animateur de télévision, jouant le rôle de La Boule dans l'émission de télévision Fort Boyard († 29 septembre 2014).
- 13 mai : Mary Walsh, actrice, scénariste, dramaturge, productrice, metteuse en scène et réalisatrice.
- 14 mai :
  - David Byrne (musicien), musicien américain, cofondateur du groupe Talking Heads.
  - Donald R. McMonagle, astronaute américain.
- 15 mai : Vahid Halilhodžić, joueur de football bosnien.
- 17 mai : Howard Hampton, politicien et ancien chef du Nouveau Parti démocratique de l'Ontario.
- 22 mai : Graham Greene, acteur.

## Décès
- 6 mai : Maria Montessori (81 ans), médecin et pédagogue italienne, créatrice des « Maisons des Enfants » (° 31 août 1870).
- 8 mai : William Fox, producteur américain de cinéma, fondateur de la Fox Film Corp. (° 1er janvier 1879.